# پی کاب فرید اند پارتنرز
پی کاب فرید اند پارتنرز (به انگلیسی: Pei Cobb Freed & Partners) شرکت معماری آمریکایی است، که در زمینه ارائه خدمات مهندسی، طراحی شهری و طراحی سازه، زیرساخت‌ها و برنامه‌ریزی شهری فعالیت می‌نماید. 
شرکت پی کاب فرید اند پارتنرز در سال ۱۹۵۵ توسط معمار مشهور آی. ام. پی، با مشارکت هنری ان. کاب و ایسان لئونارد راه‌اندازی شد. این شرکت هم‌اکنون دارای پروژه فعال در بالغ بر ۱۰۰ شهر مختلف در سراسر جهان می‌باشد و تاکنون بیش از ۲۰۰ نشان و عنوان معتبر طراحی و معماری را به‌خود اختصاص داده است.
دفتر مرکزی این شرکت در منهتن، نیویورک قرار دارد. از پروژه‌های طراحی شده توسط شرکت پی کاب فرید اند پارتنرز می‌توان به: ساختمان ۲۰۰ وست‌استریت، فرست اینترنشنال بانک اسرائیل، بانک فدرال رزرو کانزاس سیتی، کتابخانه و موزه جان اف. کندی، مرکز سمفونی مورتون میرسون، فانتین پلیس، برج بانک چین (هنگ کنگ)، برج یو.اس. بانک، نگارخانه ملی هنر آمریکا و موزه یادبود هولوکاست اشاره کرد.